# 弗雷什沃特 (怀特岛)

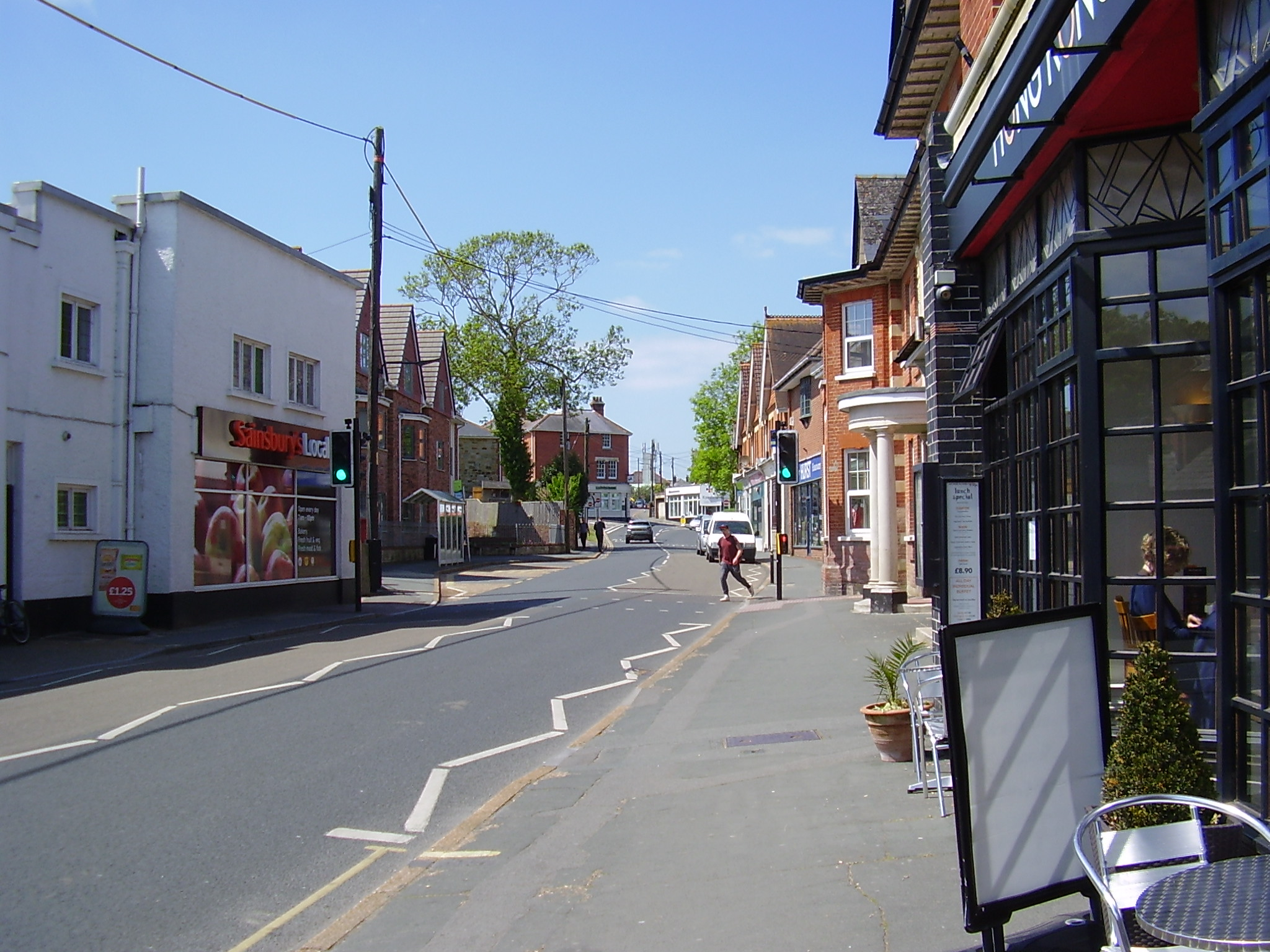
村中心

弗雷什沃特（Freshwater）是英国怀特岛西端的一个村庄、民政教区，以嶙峋的弗雷什沃特湾海岸峭壁出名，罗伯特·胡克在此出生，丁尼生、茱莉亚·玛格丽特·卡梅隆故居位于此地。当地的诸圣教堂建造于中世纪，是怀特岛上最古老的教堂。